# النبالة الإسبانية

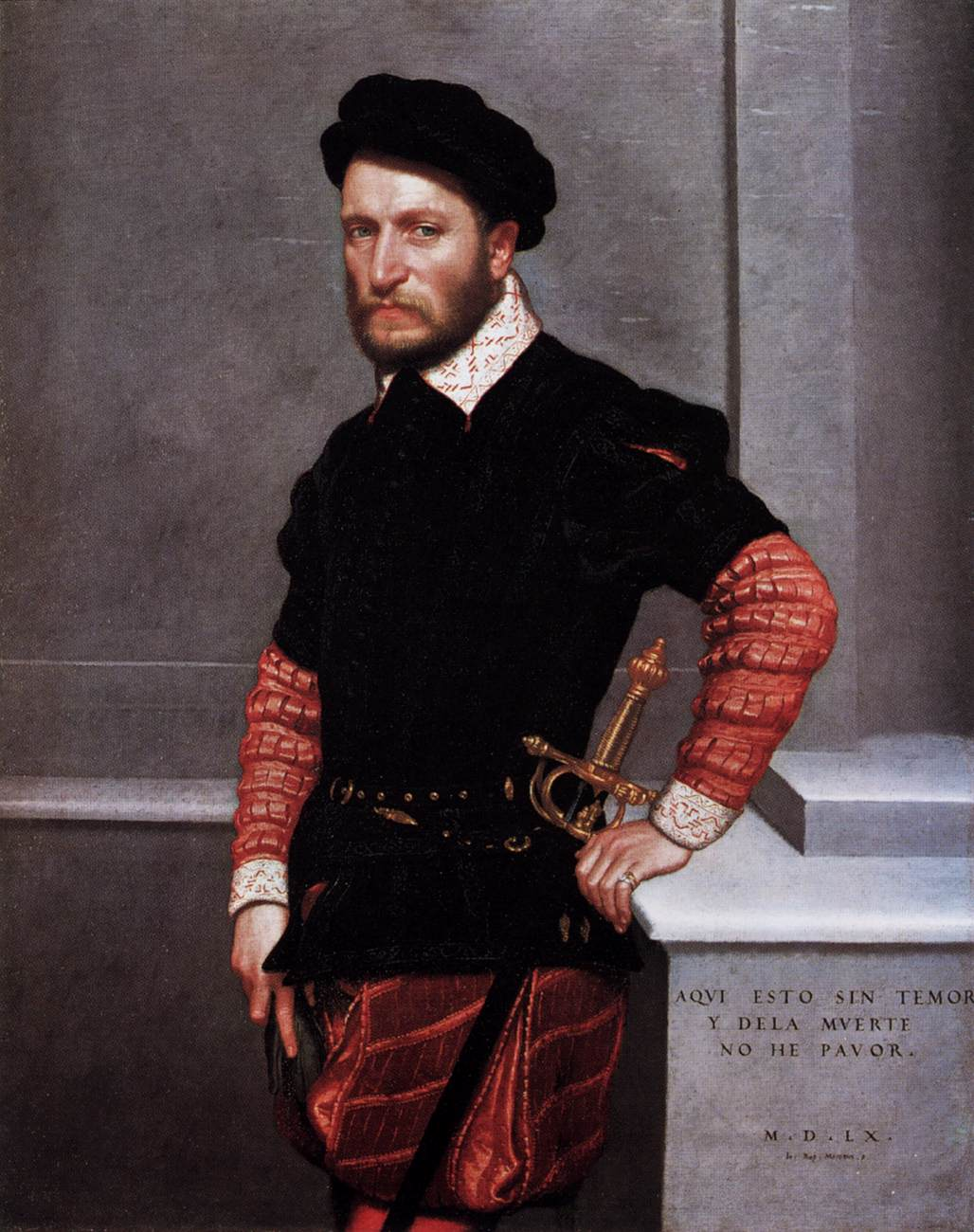
لوحة للنبيل الإسباني، الدوق الخامس لأبي القرق، وغراندي إسبانيا، في أوج الإمبراطورية الإسبانية

النبلاء الإسبان هم أشخاص يتمتعون بالوضع القانوني للنبالة الوراثية وفقًا لقوانين وتقاليد الملكية الإسبانية، ومن يحملون نبالة شخصية مُنحوا إياها من قبل إحدى أعلى ثلاث أوسمة للفروسية في المملكة، وهي وسام الصوف الذهبي، ووسام كارلوس الثالث، ووسام إيزابيلا الكاثوليكية. تنطوي النبالة الإسبانية على نظام للألقاب والأوسمة الإسبانية والممالك السابقة التي شكلتها. يملك بعض النبلاء عدة ألقاب قد تكون موروثة، لكن إصدار لقب والاعتراف به أمر يختص به قانونًا ملك إسبانيا. لا تزال بعض ألقاب النبالة والعائلات التي تنقل هذه المكانة منذ زمن قديم موجودة. تستخدم بعض العائلات الأرستقراطية حرف النبالة de قبل اسم العائلة، رغم أن هذا كان سائدًا أكثر قبل القرن العشرين. خلال فترة حكم الجنرال فرانثيسكو فرانكو، مُنحت بعض الألقاب الوراثية الجديدة للأفراد، واعتُرف رسميًا بالألقاب الممنوحة من مدعي الكارلية.
رغم اعتلاء خوان كارلوس الأول عرش في عام 1975، لم تجر استعادة بلاط النبلاء الذين يشغلون مناصب ومكاتب تابعة للأسرة الملكية. تطبق الضرائب على حاملي الألقاب النبلاء، لكنهم كانوا معفيين منها في ظل النظام الإسباني القديم حتى عام 1923. استأنف الملك خوان كارلوس منح الألقاب لأولئك الذين تكون خدماتهم العامة أو مساعيهم الفنية أو إنجازاتهم الشخصية أو أعمالهم الخيرية وغير ذلك، قد أفادت الأمة الإسبانية.

## النبالة الإسبانية المعاصرة
اعتبارًا من عام 2019، كان هناك ما يقرب من 2237 نبيلًا في إسبانيا، و400 غراندي، بإجمالي 3200 لقب نبالة إسباني. قد يحمل بعض النبلاء أكثر من لقب نبالة. وكثيرون منهم نشطون في مجالات الأعمال والاقتصاد والتكنولوجيا، فبعضهم يشغل مناصب قيادية في شركات كبرى وفق مؤشر آيبكس 35، والتي تعتبر من أكبر الشركات الإسبانية. تضم الأمثلة رئيسة شركة إف سي سي، إستر ألكوسر كوبلويتز، كونتيزة بينيالفير، أو ألفونسو مارتينيز دي إيروجو فيتز جيمس ستيوارت، دوق هيجار وكونت أراندا، رئيس كلية الحقوق بجامعة آي إي بمدريد.

### الوضع القانوني
في إسبانيا اليوم، لا يفترض لقب النبالة وجود امتياز قانوني أو مالي، فعلى العكس من ذلك، تخضع حيازة ألقاب النبالة لمستوى ضريبي عادي. فهي لا تمثل إلا تمييزًا لصفة تشريفية ورمزية وحسب، مصحوبة بمعاملة «فخامة اللورد» لأولئك الحائزين على تكريم الغراندي الإسباني، و«اللوردات اللامعون» لآخرين. كان الامتياز الأخير، الذي أُبطل في عام 1984، هو الحق في جواز السفر الدبلوماسي لغرانديي إسبانيا. وقد تلاشى هذا الامتياز بمرسوم ملكي رقم 1023 لسنة 1984. ولم تتمتع الألقاب التي ليست في مرتبة غراندي إسباني أبدًا بهذا الامتياز.
مع تأسيس الجمهورية الإسبانية الثانية في عام 1931، ألغي استخدام ألقاب النبالة بموجب مرسوم 1 يونيو 1931، الذي صدق عليه بقانون 30 ديسمبر لنفس العام. وفي 1948، منح قانون 4 مايو 1949 اعترافًا قانونيًا باستخدام ألقاب النبالة، مستعيدًا بذلك القوانين كما كانت قبل 14 أبريل 1931.
في الوقت الحاضر، تكمن الأسس القانونية لألقاب النبالة في المادة 62، القسم إف، من دستور 1978، الذي يمنح الملك امتياز منح الأوسمة والامتيازات بما يتوافق مع القوانين.
يعترف التشريع الإسباني بألقاب النبالة ويحمي حائزيها الشرعيين من الأطراف الثالثة. وألقاب النبالة الإسبانية ليست بأي حال من الأحوال قابلة للشراء أو البيع، إذ أن وراثتها مقصور تمامًا على الأقرباء الأحقين بالدم للحامل الأول للقب. تختص وزارة العدل بالتوريث، ويخضع استخدامها للضرائب المخصصة لها.
يمكن التحقق من الوضع القانوني لألقاب الأفراد على هذا الموقع الإلكتروني.

## تصنيف النبلاء الإسبان

تاج الملك الإسباني
تاج أمير أمراء أستورياس (وريث العرش)
تاج الإنفانتي (أمير)
تاج الغراندي
تاج الدوق الإسباني
تاج الماركيز الإسباني
تاج الكونت الإسباني
تاج الفيكونت الإسباني
تاج البارون الإسباني
تاج السينيور الإسباني (اللورد)

يصنف النبلاء الإسبان كغرانديين أو نبلاء بلقب أو نبلاء بلا لقب.
في الماضي، كان الغرانديون مقسمين طبقة أولى وثانية وثالثة، لكن هذا التقسيم الطبقي لم يعد فعالًا عمليًا، فظل امتيازًا باللقب وحسب، أي أن الغرانديين جميعًا يتمتعون بنفس الامتيازات في العصر الحديث. ومع ذلك، ففي وقت ما، كان لكل طبقة امتيازات خاصة منها:
1. أولئك الذين تحدثوا مع الملك وتلقوا رده ورؤوسهم مغطاة.
2. أولئك الذين تحدثوا مع الملك لكنهم لبسوا قبعاتهم ليسمعوا رده.
3. أولئك الذين انتظروا إذن الملك قبل أن يغطوا أنفسهم
4. إضافة إلى ذلك، فإن جميع الغرانديين كانوا ينادون من قبل الملك بابن عمي (mi Primo)، في حين أن النبلاء العاديين كانوا مؤهلين فقط للقب قريبي (mi Pariente).

يجوز للفرد أن يحمل لقب الغراندي سواء كان حاملًا للقب النبالة أم لا. لكن في العادة فإن كل لقب غراندي يكون مرتبطًا بلقب آخر. ودائمًا ما يرتبط لقب الغراندي بلقب الدوق. ولطالما كان منح لقب الغراندي مع أي رتبة نبالة أخرى بإرادة صاحب السلطان. وباستثناء لقب الدوق وبعض أكثر الألقاب قدمًا كالماركيز والكونت، فإن معظم ألقاب النبالة الإسبانية ليست مرتبطة بلقب الغراندي.
تفوق رتبة الغراندي أي رتبة غيرها، حتى لو كان لقب غير الغراندي من درجة أرفع، باستثناء الأعضاء الرسميين من العائلة الملكية الإسبانية الذين قد لا يحملون لقبًا في الحقيقة على الإطلاق. ومن ثم فإن بارونًا يملك لقب الغراندي سيتمتع بأولوية أكبر من ماركيز لا يملكه.
منذ عام 1987، كان الأطفال الإسبان من الإنفانتي، الذين اعتُبروا تقليديًا جزءًا من العائلة الملكية، يمنحون مكانة ولقب الغراندي، لكنهم لم يحملوا أي تكريم قانوني لحامل الغراندي ما لم يمنحه صاحب السلطان رسميًا، ويصبح هذا التكريم قابلًا للتوريث فور منحه.
من الألقاب البارزة المرتبطة بالغراندي: دوق ألبا، ودوق ميديناسيلي، ودوق إنفانتادو، ودوق أبي القرق، ودوق ناجيرا، ودوق فرياس، ودوق مدينا سيدونيا، وماركيز أغويلار دي كامبو، وماركيز أستورغا، وماركيز سانتيلانا، وماركيز لوس فيليز، وكونت بينافينتي، وكونت ليرين، وكونت أوليفاريس، وكونت أونات، وكونت ليموس.